# Nallachius krooni
Nallachius krooni is een insect uit de familie van de Dilaridae, die tot de orde netvleugeligen (Neuroptera) behoort. 
Nallachius krooni is voor het eerst wetenschappelijk beschreven door Minter in 1986.